# Grundträsket (Lycksele socken, Lappland, 718353-165242)
Grundträsket är en sjö i Lycksele kommun i Lappland och ingår i Umeälvens huvudavrinningsområde. Sjön har en area på 0,974 kvadratkilometer och ligger 242,1 meter över havet.

## Delavrinningsområde
Grundträsket ingår i det delavrinningsområde (718238-165301) som SMHI kallar för Utloppet av Grundträsket. Medelhöjden är 262 meter över havet och ytan är 6,11 kvadratkilometer. Det finns ett avrinningsområde uppströms, och räknas det in blir den ackumulerade arean 17,48 kvadratkilometer. Vattendraget som avvattnar avrinningsområdet har biflödesordning 4, vilket innebär att vattnet flödar genom totalt 4 vattendrag innan det når havet efter 177 kilometer. Avrinningsområdet består mestadels av skog (78 procent). Avrinningsområdet har 0,97 kvadratkilometer vattenytor vilket ger det en sjöprocent på 15,8 procent.